# Alaskan Bush People
Alaskan Bush People es un reality televisivo estadounidense que muestra a la familia Brown mientras intentan sobrevivir alejados de la sociedad moderna en un rincón de Alaska. La serie se estrenó en Discovery Channel el 6 de mayo de 2014. Está filmado cerca de Hoonah, Alaska y de la isla de Chichagof, pero las últimas temporadas se filmaron en el Condado de Okanogan, Washington.
En abril de 2019, Radar Online informó que la serie había sido renovada para una décima temporada  y luego para una undécima.

## La familia Brown
| Relación                       | Nombre                | Nombre completo                        | fecha nacimiento         | fallecimiento        |
| ------------------------------ | --------------------- | -------------------------------------- | ------------------------ | -------------------- |
| Padre                          |                       | Billy Bryan Brown                      | 3 de diciembre de 1952   | 7 de febrero de 2021 |
| Madre                          | Ami Brown             | Amora Larene Branson Brown             | 28 de agosto de 1963     |                      |
| Hijo                           | Matt Brown            | Matthew Jeremiah Brown                 | 7 de septiembre de 1982  |                      |
| Hijo                           | Bam Bam Brown         | Joshua Brown                           | 18 de septiembre de 1984 |                      |
| Hijo                           | Bear Brown            | Isaiah Solomon Brown                   | 10 de junio de 1987      |                      |
| Hijo                           | Gabe Brown            | Gabriel Starbuck Brown                 | 15 de diciembre de 1989  |                      |
| Hijo                           | Noah Brown            | Noah Darkcloud Brown                   | 18 de julio de 1992      |                      |
| Hija                           | Birdy Brown           | Amora Jean Snowbird Brown              | 18 de noviembre de 1994  |                      |
| Hija                           | Rain Brown            | Merry Christmas Kathryn Raindrop Brown | 23 de noviembre de 2002  |                      |
| Nuera (mujer de Noah)          | Rhain Alicia          |                                        |                          |                      |
| Nieto (de Noah y Rhain Alicia) |                       | Elijah Connor Brown                    | 26 de febrero de 2019    |                      |
| Nuera (Mujer de Gabe)          | Raquell Rose Pantilla |                                        |                          |                      |
| Nuera (Mujer de Bear)          | Raiven Adams          |                                        |                          |                      |
| Nieto (hijo de Bear)           | River                 |                                        | marzo de 2020            |                      |
| Nieto (hijo de Bear)           | Cove                  |                                        | 20 de enero de 2023.     |                      |

## Delitos en familia
Billy tiene un historial criminal de robo de caballos en 1980.
Ami Tiene un historial de delitos de fraude.
En octubre de 2014, siguiendo una investigación del Departamento de hacienda de Alaska, un gran jurado enjuició a los Brown por 60 delitos de falsificación respecto al Alaska Permanet Fund entre 2009 y 2012.
Billy fue inculpado por 24 de estos delitos ocurridos entre 2010 y 2013 así como por el robo de más de $21,000 en dinero del dividendo. Los cargos demuestran que la familia había pasado más de 180 días al año fuera de Alaska y mintieron sobre ello.
En noviembre de 2015, Billy y Joshua aceptaron un trato de descargo para la familia entera excepto Matt y Rain (Matt no vivía allí y Rain era demasiado joven). Ellos se declararon culpables por el resto de la familia. El castigo de Billy y Joshua fue la restitución de los $21,000 dólares, multas y 30 días de arresto domiciliario. 
La familia también usó licencias de pesca para residentes cuándo no lo eran. No han sido residentes legales desde 2008. 
Compraron unos terrenos y una casa en Colorado en enero de 2016 y un terreno en Loomis (Washington) en febrero de 2018.